# Абрам Буданов
Абрам Ефремович Буданов (понякога Авраам; 1886 – 1929) е украински анархистки военен командир, като член на махновското движение в Донбас и постоянен член на Революционния военен съвет на Революционната въстаническа армия на Украйна (РВАУ).

## Биография
Роден през 1882 година в село Стари Крим, Екатеринославска губерния, където получава четирикласно образование.
Присъединява се към анархо-комунистите през 1905 г., участва в революцията от 1905 – 1907 г. в Луганск. През 1917 – 1918 г. той участва в организирането на анархо-синдикалистки профсъюзи сред миньорите в Донбас, след това участва в нелегалната борба срещу украинската държава на хетмана Павло Скоропадски.
През пролетта на 1919 г. се присъединява към махновското движение. През август 1919 г. организира и ръководи махновското въстание в части на червената 58-а дивизия. На 1 септември 1919 г. Абрам е избран за член на революционния военен съвет на РИАУ в село Добровеличковка.
В РВАУ командва 1-ва Донска бригада, по-късно преобразувана в корпус (1919), ръководи партизанската борба в Харковска и Донецка губернии (1920) и е член на Съвета на революционните въстаници на Украйна.
Вечерта на 23 февруари 1920 г. той пристига с махновците в Гавриловка. Там свиква среща в селото и собственоръчно залепва листовки. В края на 17 – 18 март в село Болшая Янисол провежда политическа и пропагандна работа. В Александровка Буданов е избран в културно-просветния отдел на 29 май, когато го назначават за началник на отдел.
На 29 септември 1920 г. е сформирана Дипломатическата комисия на Съвета на Украинската православна църква, която отива в Харков, за да поддържа контакт със съветското правителство; Буданов е избран за член на дипломатическата мисия.
Той е арестуван при нарушаване на военно-политическото споразумение с болшевишките власти на 26 ноември 1920 г., но през лятото на 1921 г. бяга от Рязанския затвор и се завръща в Украйна, ръководейки бунтовническото движение до поражението му през 1922 г. в Донбас.
До края на 1928 г. той организира нелегална анархистка група близо до Мариупол, която е разкрита от ГПУ на Украинската ССР на 25 ноември 1928 г. и Буданов е осъден на разстрел.
През 1995 г. е реабилитиран посмъртно.